# Клъшка река (село)
Клъшка река е село в Северна България. То се намира в община Велико Търново, област Велико Търново.

## География
Село Клъшка река се намира в Стара планина, само на няколко километра от Прохода на Републиката. Съседни села са с. Райковци и с. Вонеща вода. С. Клъшка река попада в землището на с. Райковци. Едноименната река минава през селището. В близост са върховете Белновръх и Клъшка чукар. Също, по черен път се стига до хижите Грамадлива, х. Химик и международния туристически маршрут Е-3. В района има множество пръснати махали и колиби, повечето от които са изоставени и безлюдни.

## История
Говори се, че селото е едно от най-старите поселения в района. Преданията казват, че тук се преселил боляринът Драгия, при падането на Търновското царство под турска власт. Така било възникнало и името на селото и реката – по името на дрехата, скоято бил облечен – клъшник (дълга роба без ръкави). По-късно, през XVI век тук се заселват и други българи, гонени от турците.
В края на XVIII и началото на XIX век, породени от турските насилия, в района обикалят множество хайдушки чети. Тук, в района са родени множество хайдути и войводи, като Бойчо войвода, Богдан войвода (цеперанека), Хаджи Досьо Байрактар, Филип Тотю, Вълчан Войвода и др. Покойният краевед Митю Митев от с. Цепераните казва в своите записки, че няма махала от която да не е излязъл хайдутин.

## Население
Численост на населението според преброяванията през годините:
Разцвет този балкански регион преживява след Освобождението, до 50-те години на миналия век, до когато жителите в тази мастност се увеличават. След това по-голямата част се изселват в Старозагорско и Великотърновско, като към днешна дата са останали единици, постоянно живеещи в близките махали.
| \| Година на преброяване \| Численост \| \| --------------------- \| --------- \| \| 1934 \| 177 \| \| 1946 \| 198 \| \| 1956 \| 171 \| \| 1965 \| 63 \| \| 1975 \| 19 \| \| 1985 \| 13 \| \| 1992 \| 9 \| \| 2001 \| 6 \| \| 2011 \| 2 \| \| 2021 \| 2 \| |           |
| Година на преброяване | Численост |
| 1934 | 177       |
| 1946 | 198       |
| 1956 | 171       |
| 1965 | 63        |
| 1975 | 19        |
| 1985 | 13        |
| 1992 | 9         |
| 2001 | 6         |
| 2011 | 2         |
| 2021 | 2         |

### Етнически състав
Преброяване на населението през 2011 г.
Численост и дял на етническите групи според преброяването на населението през 2011 г.:
|                     | Численост | Дял (в %) |
| Общо                | 2         | 100.00    |
| Българи             |           |           |
| Турци               |           |           |
| Цигани              |           |           |
| Други               |           |           |
| Не се самоопределят |           |           |
| Неотговорили        | 0         | 0.00      |